# 빅토르 레벤지우크

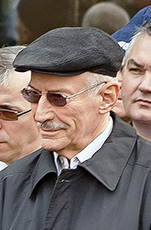

빅토르 레벤지우크(Victor Rebengiuc, 1933년 2월 10일 ~ )는 루마니아의 배우이다.
부쿠레슈티에서 태어났다.

## 영화
- 옥타브 (2017년)
- 찰스톤 (2017년)
- 일본견 (2013년)
- 하프 셰이브드 (2012년)
- 사진 (2010년)
- 화요일, 크리스마스 뒤에 (2010년)
- 명예의 메달 (2009년)
- 사일런트 웨딩 (2008년)
- 담배와 커피 (2004년)
- 니키와 플로 (2003년)
- 종착역 (1998년)
- 너무 늦은 (1996년)
- 참나무 (1992년)
- 숲속의 처녀 (1988년)
- 로스트 포레스트 (1964년)